# Ivesia kingii
Ivesia kingii är en rosväxtart som beskrevs av S. Wats.. Ivesia kingii ingår i släktet Ivesia och familjen rosväxter. Inga underarter finns listade i Catalogue of Life.